# Limited
Il termine Limited (generalmente abbreviato in Ltd.) sta ad indicare, nel sistema di diritto societario anglosassone, una Private Limited Company, ovverosia una società di capitali di tipo privato le cui azioni non possono essere offerte al pubblico (cioè quotate in Borsa), a differenza delle Public Limited Company (termine abbreviato in Plc), che al contrario posseggono il diritto di emettere flottante (come per le Società per azioni o S.p.A. in Italia).

## Descrizione
Una Limited rappresenta in sostanza l'equivalente di una Società a responsabilità limitata o S.r.l. italiana. Nel sistema finanziario americano le società di questo tipo vengono invece indicate come Incorporated (o Inc.).

### Tipologia
Una Limited può essere suddivisa in diverse tipologie, in base al tipo di caratteristiche:
- La Limited by Shares, che è la forma più comune in cui è giurisdizionalmente riconosciuta una Limited ed è quella più diffusa sul mercato.
- La Limited by Guarantee (LBG), una variante che nel diritto del Regno Unito e dell'Irlanda viene applicata a società ed organizzazioni senza scopo di lucro (le charity company), la quale non necessita di apporto di capitali o soci di controllo, ma soltanto di uno o più rappresentanti legali.
- La Limited Liability Partners (abbreviato in LLP),[2] una differente forma societaria di Limited dove é necessaria la presenza di almeno due o più soci, i quali sono accomandatari con responsabilità limitata; a differenza delle Ltd. o Plc, in cui ogni socio è legislativamente tenuto a rispondere anche di eventuali comportamenti amministrativi illeciti della società compiuti da altri partner, nelle LLP ogni membro societario é tenuto a rispondere esclusivamente dei suoi atti. Possono essere definite simili alle Società in accomandita semplice o S.a.s. italiane. Generalmente le LLP vengono adoperate da operatori di studi professionali (quali commercialisti o avvocati) come copertura di possibili di citazioni in giudizio per il loro operato, o nelle joint venture.[3]

## Vantaggi
Una Limited è in grado di offrire diversi vantaggi ai suoi costituenti. Tra questi:
- Tempi di fondazione molto brevi: in alcuni casi può essere sufficiente un solo giorno.
- Spese per la costituzione notevolmente inferiori rispetto a quelle mediamente sostenute per l'apertura di una S.r.l. in Italia.
- Nessuna necessità di atto notarile.
- Nessuna necessità di apportare capitale sociale: nel Regno Unito è possibile costituire una società Limited anche con una sola sterlina.
- Gestione estremamente semplice ed efficiente.
- Apparato burocratico minimale.
- Imposte sugli utili inferiori alla media europea: il Regno Unito gode di un regime di tassazione sui redditi della società inferiore a quello degli altri Paesi del continente europeo.
- Ottimizzazione fiscale, esercitata anche tramite eventuale apertura di una sede secondaria in Italia da parte di una società Limited.
- Possibilità di intestare alla società Limited beni e proprietà personali a fini cautelativi.
- Possibilità di apertura di un conto corrente intestato alla società nel Regno Unito o in uno Stato dell'Unione europea, anche senza la necessità di presenza fisica.
- Riservatezza dei propri dati personali: nel Regno Unito è possibile gestire una società Limited attraverso un Nominee (ovvero una persona o società incaricata della responsabilità), assicurando in questo modo l'assenza dei dati personali dei soci di riferimento dai pubblici registri. Per questo motivo sia il Director (amministratore) che gli Shareholders (azionisti) possono svolgere il ruolo di nominee con il fine di garantire la privacy ai titolari effettivi della società.

## Costituzione
La costituzione di una Limited Company si attua con il deposito di tutta la documentazione necessaria presso la Companies House. L'effettiva registrazione della società avviene entro la giornata successiva. Tale documentazione concerne:
- Il nome societario e l'indirizzo registrato.
- La presenza di almeno un amministratore (Director).
- La presenza di almeno un socio/azionista (Shareholder).
- L'atto costitutivo (Memorandum of Association).
- Lo Statuto (Articles of Association).

Le caratteristiche specifiche di tali atti sono:

### Denominazione della Limited
Per le Limited by Shares è obbligatorio avere nel proprio suffisso il nome Limited (solitamente abbreviato in Ltd o Ltd.). Inoltre la denominazione della Limited non può:
- Essere uguale a qualsiasi altro nome già iscritto presso la Companies House.
- Contenere parole o espressioni riservate delle quali non si abbia ottenuto il permesso.
- Implicare un collegamento con il governo o con le autorità locali.
- Essere offensivo.

### Indirizzo della Limited (Registered Address)
Le comunicazioni ufficiali della Companies House (Camera di Commercio britannica) e della HM Revenue & Customs (Agenzia delle entrate britannica) verranno inviate all'indirizzo della sede legale della società Limited, detto Registered Address. Questo può più o meno corrispondere all'indirizzo della sede commerciale della società, detto Business Address. Il Registered Address è comunque quello che appare nei Pubblici Registri.

### L'amministratore (Director)
All'atto della registrazione è necessario indicare almeno un amministratore della società, ovvero il Director della Limited. Costui non può avere un'età inferiore ai 16 anni e non deve possedere elementi che lo possano dequalificare dal ricoprire l'incarico. Il Director ha il compito di assicurarsi della corretta gestione della società e può anche esserne un azionista (Shareholder). Il ruolo di Director può essere svolto da tutti i cittadini europei: non è necessario avere cittadinanza o residenza nel Regno Unito, perciò anche un cittadino Italiano può assumere l'incarico di Director di una società Limited.

### Gli azionisti (Shareholders)
Per registrare una Limited è necessario fare una dichiarazione di capitali. Ciò comporta:
- Definire il numero di azioni della società e stabilire il loro valore totale (capitale sociale).
- Presentare i nomi e gli indirizzi di tutti i soci/azionisti (possono essere Nominee).

Ogni Limited deve inoltre annoverare almeno un azionista, mentre non è contemplato un numero massimo di soci/azionisti. Anche i Directors possono essere azionisti della Limited, come anche una società registrata in qualsiasi Stato.

### Memorandum of Association (Atto Costitutivo)
Il Memorandum of Association è un atto di dichiarazione redatto da tutti i soci della Limited, tramite il quale ognuno di questi conferma l'intenzione di costituire la società e diventarne membro. Si tratta di un documento che stabilisce la ragione sociale della Limited Company, 
in luogo in cui è situata la sede legale (Registered Office), le attività che potrà svolgere e l'ammontare massimo di capitale che potrà emettere. Ė consuetudine indicare un oggetto sociale generale (General Commercial Trading) che indichi la maggior parte delle attività commerciali più comuni facenti riferimento alla società.

### Lo Statuto (Articles of Association)
Lo Statuto documenta le regole gestionali della Limited e deve essere accettato dal Director e dagli azionisti. Dispone la regolamentazione del processo decisionale all'interno della società ed il ruolo degli azionisti all'interno di questo. La maggior parte delle aziende utilizza un modello standard di attuazione dello Statuto, ma è tuttavia possibile modificarlo o redigerne uno in base alle proprie esigenze.

### Certificato di Costituzione (Certificate of Incorporation)
Dopo aver registrato la società, le autorità competenti emettono il Certificato di Costituzione ("Certificate of Incorporation"), sul quale è riportato il numero di registrazione (Registration Number) con il quale viene identificata la Limited. Questo conferma l'esistenza giuridica della società.

## Numero di società Limited registrate in UK
Secondo dati del 2017, sono presenti nel Regno Unito 1.9 milioni di Limited attive.